# Myopias chapmani
Myopias chapmani é uma espécie de formiga do gênero Myopias, pertencente à subfamília Ponerinae.